# Sudisman
Sudisman (ur. 1920, zm. październik 1968) – indonezyjski polityk, sekretarz generalny Komunistycznej Partii Indonezji. Był jedynym wysokim przedstawicielem PKI który stanął przed trybunałem wojskowym w sfingowanym procesie tzw. Ruchu 30 Września, podczas gdy czterech innych przedstawicieli sekretariatu PKI zostało rozstrzelanych jeszcze przed rozpoczęciem procesu. Ostatecznie skazany na karę śmierci którą wykonano w 1968 roku.